# هومبيرتو دونوسو
هومبيرتو دونوسو (بالإسبانية: Humberto Donoso)‏ هو لاعب كرة قدم ومدرب كرة قدم تشيلي في مركز الدفاع، ولد في 9 أكتوبر 1938 في أريكا في تشيلي، وتوفي في 4 مايو 2000. شارك مع منتخب تشيلي لكرة القدم. أما مع النوادي، فقد لعب مع نادي أونيفرسيداد دي تشيلي ويونيون إسبانيولا.

## وصلات خارجية
- هومبيرتو دونوسو على موقع الاتحاد الدولي (مؤرشف)  (الإنجليزية)
- هومبيرتو دونوسو على موقع ناشيونال فوتبول تيمز (الإنجليزية)
- هومبيرتو دونوسو على موقع عالم كرة القدم.نت (الإنجليزية)